# 复兴路上工作室
复兴路上工作室是一家中华人民共和国的宣传片制作工作室，专门以中国政治，经济和外交问题为题材制作在线视频。
2013年10月，复兴路上工作室推出了第一个片子《领导人是怎样炼成的》，视频将国家领导人以卡通形象展现，介绍美国，英国和中国国家领导人产生的过程。复兴路上工作室至今已经发布了十几个视频，涉及的主题包括从习近平的外交旅行，中国政府与中国共产党的政策方针，中国经济等。视频一般在优酷网上发布，有小部分视频在YouTube上发布。
2015年3月，复兴路上工作室发布《跟着大大走之博鳌篇》的片子，介绍习近平参与2015年博鳌亚洲论坛的安排。据中国澎湃新闻报道，壹读传媒旗下的壹读视频曾参与制作该视频的部分工作。
2015年10月，复兴路上工作室推出了《十三五之歌》单曲MV，以Rap的方式对中共十八届五中全会当时讨论的十三五规划进行解释，说明中国官方对十三五的定义、制定者、制定方式、制定完成和執行方式。
2015年11月，中国共产党机关报《人民日报》发布文章披露了关于复兴路上工作室的一些幕后信息。据报道，匿名工作室成员接受采访时说，复兴路上工作室坐落于北京复兴路，团队成员年纪轻，来自不同的学科背景，包括广播电视、哲学、国际政治、外语、数学等等。工作室成员也透露，他们因业务需要会接触外国客人。
2016年5月，美国《华尔街日报》援引消息人士报道称，复兴路上工作室直属于中共中央对外联络部属下的信息传播局。 报道也称，复兴路上工作室负责选择视频的题材，然后找外包公司协助制作，而参与视频制作的外包公司包括英国华誉风险管理咨询公司，该公司负责制作了《跟着习大大》系列视频中的美国和英国篇。